# Фиш данс
«Фиш данс» (яп. フィッシュ・ダンス) —  это изображающая карпа гигантская скульптура высотой 22 метра в парке Мэрикэн в порту Кобе, установленная в 1987 году в честь 120-летия открытия порта. Это произведение искусства спроектированно всемирно известным архитектором Фрэнком Гери и  создано в сотрудничестве с Тадао Андо.

## Основные сведения
Другое название скульптуры «KOBE FISH». Проволочная фабрика Окутани изготовила проволочную сетку, которая изображает туловище рыбы. Но на поверхности оцинкованной проволочной сетки образовалась ржавчина, поэтому в 1999 году Ассоциация Продвижения Порта перекрасила скульптуру «Фиш данс» из серебристого в розовый цвет, чтобы произведение не заржавело. Но архитекторы раскритировали Ассоциацию, заявив, что «перекраска оскорбляет произведение». В ответ на критику скульптуру снова перекрасили в серебристый цвет во время реновации порта в 2005 году.
Место, где установлена скульптура, находится в устье реки Кои, и в произведении  использован мотив танцующего карпа. Рядом со скульптурой был построен многоцелевой зал «Фиш данс холл», в котором в настоящее время расположено кафе. Также в здании многоцелевого зала действует организация «Зона музыкальной практики Фиш данс», ранее находившаяся под управлением  Ассоциации содействия развитию порта Кобе.

## Ассоциация содействия развитию порта Кобе
Бывшая Ассоциация содействия развитию порта - это зарегистрированная ассоциация, созданная для развития порта Кобе в сентябре 1958 года портовыми предприятиями и торгово-промышленной палатой города Кобе, префектуры Хёго. Она, например,　занималась продажей продукции порта, привлечением судов и грузов, проведением таких мероприятий, как фейерверки, гонки на катерах и экскурсии на парусных судах, а также эксплуатацией таких объектов, как башни и музеи, которыми могут пользоваться граждане, туристы и люди, работающие в порту.
1 апреля 1991 года Ассоциация содействия развитию порта Кобе  вошла в состав Бюро по делам туризма города Кобе и сегодня продолжает свою работу по содействию процветанию порта в качестве отдела по содействию развития портов.